# Bollandyści
Bollandyści – grupa współpracowników jezuitów, którzy kontynuują prace hagiograficzne zapoczątkowane w XVII wieku przez ojca Jeana Bollanda (1596–1665) w Antwerpii, poświęcone zebraniu i ponownej redakcji wszystkich możliwych danych o katolickich świętych, z zastosowaniem metod naukowych, w tym krytyki historycznej.
Prekursorem ruchu był Heribert Rosweyde (1564–1629), który w 1607 opublikował w Antwerpii Fasti Sanctorum.
W 1643 opublikowano dwa pierwsze tomy Acta Sanctorum.
Do dziś istnieje grupa bollandystów, pod nazwą Société des Bollandistes, pod opieką jezuitów. Ich siedziba mieści się w Collège Saint-Michel, en Etterbeek (Bruksela). Ich organem jest pismo „Analecta Bollandiana”. Od 1975 r. aż do śmierci jednym z członków Towarzystwa był Michel van Esbroeck SJ (1934–2003). 